# Planica 7 2019
Das 2. Planica 7 2019 war eine Reihe von Skisprungwettkämpfen, die als Weltcup-Finale der Weltcup-Saison 2018/19 zwischen dem 21. und 24. März 2019 stattfand. Die Wettkämpfe wurden auf der Skiflugschanze Letalnica bratov Gorišek im slowenischen Planica ausgetragen.

## Teilnehmer
Es nahmen 71 Athleten aus 16 Nationen am Planica 7 2019 teil:
| Nation             | Anzahl | Athleten |
| ------------------ | ------ | --- |
| Slowenien          | 12     | Tilen Bartol, Jernej Damjan, Jaka Hvala, Žiga Jelar, Robert Kranjec, Anže Lanišek, Bor Pavlovčič, Domen Prevc, Peter Prevc, Anže Semenič, Jurij Tepeš, Timi Zajc |
| Bulgarien          | 01     | Wladimir Sografski |
| Deutschland        | 07     | Markus Eisenbichler, Richard Freitag, Karl Geiger, Martin Hamann, Pius Paschke, Constantin Schmid, Andreas Wellinger                                             |
| Estland            | 02     | Artti Aigro, Martti Nõmme |
| Finnland           | 04     | Antti Aalto, Andreas Alamommo, Jarkko Määttä, Eetu Nousiainen |
| Italien            | 02     | Sebastian Colloredo, Alex Insam |
| Japan              | 06     | Daiki Itō, Noriaki Kasai, Junshirō Kobayashi, Ryōyū Kobayashi, Naoki Nakamura, Yukiya Satō                                                                       |
| Kanada             | 02     | MacKenzie Boyd-Clowes, Matthew Soukup |
| Kasachstan         | 02     | Sabyrschan Muminow, Sergei Tkatschenko |
| Norwegen           | 06     | Anders Fannemel, Johann André Forfang, Halvor Egner Granerud, Robert Johansson, Marius Lindvik, Robin Pedersen                                                   |
| Österreich         | 07     | Clemens Aigner, Philipp Aschenwald, Manuel Fettner, Michael Hayböck, Daniel Huber, Stefan Huber, Stefan Kraft                                                    |
| Polen              | 06     | Stefan Hula, Maciej Kot, Dawid Kubacki, Kamil Stoch, Jakub Wolny, Piotr Żyła                                                                                     |
| Russland           | 04     | Jewgeni Klimow, Michail Nasarow, Maxim Sergejew, Dmitri Wassiljew                                                                                                |
| Schweiz            | 04     | Simon Ammann, Sandro Hauswirth, Killian Peier, Dominik Peter |
| Tschechien         | 04     | Lukáš Hlava, Čestmír Kožíšek, Filip Sakala, Tomáš Vančura |
| Vereinigte Staaten | 02     | Kevin Bickner, Casey Larson |

## Übersicht
| Datum         | Ort           | Schanze                        | Anmerkung     | Sieger                                                | Zweiter                                                                      | Dritter                                                 | Führender           |
| ------------- | ------------- | ------------------------------ | ------------- | ----------------------------------------------------- | ---------------------------------------------------------------------------- | ------------------------------------------------------- | ------------------- |
| 21.03.2019    | Planica       | Letalnica bratov Gorišek HS240 | Qualifikation | Ryōyū Kobayashi                                       | Markus Eisenbichler                                                          | Timi Zajc                                               | Ryōyū Kobayashi     |
| 22.03.2019    | Planica       | Letalnica bratov Gorišek HS240 | Einzel        | Markus Eisenbichler                                   | Ryōyū Kobayashi                                                              | Piotr Żyła                                              | Markus Eisenbichler |
| 23.03.2019    | Planica       | Letalnica bratov Gorišek HS240 | Team          | PolenJakub Wolny Kamil Stoch Dawid Kubacki Piotr Żyła | DeutschlandKarl Geiger Constantin Schmid Richard Freitag Markus Eisenbichler | SlowenienAnže Semenič Peter Prevc Domen Prevc Timi Zajc | Ryōyū Kobayashi     |
| 24.03.2019    | Planica       | Letalnica bratov Gorišek HS240 | Einzel        | Ryōyū Kobayashi                                       | Domen Prevc                                                                  | Markus Eisenbichler                                     | Ryōyū Kobayashi     |
| Gesamtwertung | Gesamtwertung | Gesamtwertung                  | Gesamtwertung | Ryōyū Kobayashi                                       | Markus Eisenbichler                                                          | Timi Zajc                                               | –                   |

## Wettkämpfe

### Qualifikation
Die Qualifikation zum ersten Einzelwettbewerb fand am 21. März 2019 statt.
| Rang | Name                | Weite   | Punkte |
| ---- | ------------------- | ------- | ------ |
| 01.  | Ryōyū Kobayashi     | 248,0 m | 247,8  |
| 02.  | Markus Eisenbichler | 248,0 m | 245,0  |
| 03.  | Timi Zajc           | 239,0 m | 236,0  |
| 04.  | Stefan Kraft        | 232,0 m | 233,8  |
| 05.  | Domen Prevc         | 228,0 m | 226,6  |
| 06.  | Kamil Stoch         | 224,0 m | 223,2  |
| 07.  | Dawid Kubacki       | 229,0 m | 220,7  |
| 08.  | Simon Ammann        | 229,0 m | 218,8  |
| 09.  | Michael Hayböck     | 238,0 m | 215,7  |
| 10.  | Piotr Żyła          | 247,5 m | 215,2  |
|      |                     |         |        |
| 12.  | Richard Freitag     | 220,0 m | 211,2  |
| 13.  | Karl Geiger         | 225,0 m | 209,7  |
| 14.  | Daniel Huber        | 228,0 m | 207,8  |
| 17.  | Andreas Wellinger   | 219,0 m | 203,6  |
| 19.  | Constantin Schmid   | 234,0 m | 199,9  |
| 20.  | Philipp Aschenwald  | 210,5 m | 198,3  |
| 36.  | Dominik Peter       | 211,0 m | 170,8  |
|      |                     |         |        |
| 46.  | Stefan Huber        | 202,5 m | 163,6  |
| 50.  | Manuel Fettner      | 196,5 m | 156,3  |
| 51.  | Pius Paschke        | 191,5 m | 152,7  |
| 52.  | Killian Peier       | 207,0 m | 150,8  |
| 53.  | Clemens Aigner      | 194,0 m | 146,9  |
| 54.  | Sandro Hauswirth    | 189,5 m | 146,7  |
| 57.  | Martin Hamann       | 194,5 m | 145,8  |

### Einzelwettbewerb I
Der erste Einzelwettbewerb fand am 22. März 2019 statt.
| Rang | Name                 | Weite 1 | Weite 2 | Punkte |
| ---- | -------------------- | ------- | ------- | ------ |
| 01.  | Markus Eisenbichler  | 238,5 m | 233,0 m | 445,0  |
| 02.  | Ryōyū Kobayashi      | 242,0 m | 220,0 m | 438,1  |
| 03.  | Piotr Żyła           | 242,0 m | 234,0 m | 437,3  |
| 04.  | Timi Zajc            | 240,0 m | 228,5 m | 422,5  |
| 05.  | Domen Prevc          | 233,5 m | 224,0 m | 415,2  |
| 06.  | Simon Ammann         | 234,5 m | 238,0 m | 411,6  |
| 07.  | Dawid Kubacki        | 222,0 m | 230,0 m | 405,5  |
| 08.  | Johann André Forfang | 230,0 m | 221,5 m | 405,4  |
| 09.  | Karl Geiger          | 227,0 m | 226,0 m | 404,7  |
| 10.  | Peter Prevc          | 225,5 m | 226,5 m | 401,5  |
| 11.  | Jewgeni Klimow       | 228,0 m | 227,0 m | 400,0  |
| 12.  | Jakub Wolny          | 235,5 m | 214,0 m | 395,6  |
| 13.  | Junshirō Kobayashi   | 217,0 m | 228,0 m | 393,3  |
| 14.  | Stefan Kraft         | 214,0 m | 213,0 m | 388,0  |
| 15.  | Richard Freitag      | 224,0 m | 217,0 m | 387,3  |

| Rang | Name               | Weite 1 | Weite 2 | Punkte |
| ---- | ------------------ | ------- | ------- | ------ |
| 16.  | Daniel Huber       | 230,5 m | 218,0 m | 386,4  |
| 17.  | Michael Hayböck    | 233,0 m | 204,5 m | 385,8  |
| 18.  | Kamil Stoch        | 211,0 m | 209,5 m | 378,1  |
| 19.  | Noriaki Kasai      | 219,5 m | 210,0 m | 376,6  |
| 20.  | Anže Semenič       | 219,0 m | 217,5 m | 371,6  |
| 20.  | Robin Pedersen     | 206,0 m | 212,0 m | 371,6  |
| 22.  | Philipp Aschenwald | 218,5 m | 213,5 m | 368,8  |
| 23.  | Constantin Schmid  | 212,0 m | 213,5 m | 365,8  |
| 24.  | Yukiya Satō        | 216,5 m | 206,5 m | 362,9  |
| 25.  | Robert Johansson   | 215,0 m | 207,0 m | 360,2  |
| 26.  | Andreas Wellinger  | 213,0 m | 211,5 m | 359,7  |
| 27.  | Daiki Itō          | 209,5 m | 206,5 m | 359,5  |
| 28.  | Naoki Nakamura     | 205,5 m | 203,0 m | 358,8  |
| 29.  | Bor Pavlovčič      | 201,5 m | 211,0 m | 354,1  |
| 30.  | Dmitri Wassiljew   | 200,0 m | DNS     | 168,5  |

### Teamwettbewerb
Der Teamwettbewerb fand am 23. März 2019 statt.
| Rang | Team                                                                         | Punkte |
| ---- | ---------------------------------------------------------------------------- | ------ |
| 01.  | PolenJakub Wolny Kamil Stoch Dawid Kubacki Piotr Żyła                        | 1627,9 |
| 02.  | DeutschlandKarl Geiger Constantin Schmid Richard Freitag Markus Eisenbichler | 1619,8 |
| 03.  | SlowenienAnže Semenič Peter Prevc Domen Prevc Timi Zajc                      | 1603,1 |
| 04.  | JapanYukiya Satō Noriaki Kasai Junshirō Kobayashi Ryōyū Kobayashi            | 1560,8 |
| 05.  | ÖsterreichMichael Hayböck Philipp Aschenwald Daniel Huber Stefan Kraft       | 1520,8 |
| 06.  | NorwegenRobin Pedersen Robert Johansson Marius Lindvik Johann André Forfang  | 1502,6 |
| 07.  | SchweizKillian Peier Sandro Hauswirth Dominik Peter Simon Ammann             | 1312,1 |
| 08.  | FinnlandJarkko Määttä Eetu Nousiainen Andreas Alamommo Antti Aalto           | 1177,6 |
|      |                                                                              |        |
| 09.  | TschechienFilip Sakala Tomáš Vančura Čestmír Kožíšek Lukáš Hlava             | 0570,2 |
| 10.  | RusslandMaxim Sergejew Michail Nasarow Dmitri Wassiljew Jewgeni Klimow       | 0430,8 |

### Einzelwettbewerb II
Der zweite Einzelwettbewerb fand am 24. März 2019 statt. Da dies das Abschlussspringen der Weltcup-Saison war, waren hierfür traditionell nur die besten 30 Springer der Gesamtweltcupstands startberechtigt. Aus diesem Grund fand für diesen Wettkampf keine Qualifikation statt.
| Rang | Name                 | Weite 1 | Weite 2 | Punkte |
| ---- | -------------------- | ------- | ------- | ------ |
| 01.  | Ryōyū Kobayashi      | 252,0 m | 230,5 m | 464,9  |
| 02.  | Domen Prevc          | 239,5 m | 222,5 m | 444,0  |
| 03.  | Markus Eisenbichler  | 227,0 m | 235,0 m | 442,5  |
| 04.  | Piotr Żyła           | 248,0 m | 222,0 m | 438,6  |
| 05.  | Timi Zajc            | 231,5 m | 229,5 m | 425,4  |
| 06.  | Dawid Kubacki        | 229,5 m | 234,0 m | 424,8  |
| 07.  | Karl Geiger          | 238,5 m | 228,0 m | 422,8  |
| 08.  | Johann André Forfang | 225,0 m | 223,5 m | 416,2  |
| 09.  | Anže Semenič         | 241,0 m | 224,0 m | 413,8  |
| 10.  | Jewgeni Klimow       | 233,0 m | 221,5 m | 411,7  |
| 11.  | Kamil Stoch          | 222,0 m | 220,0 m | 408,2  |
| 12.  | Jakub Wolny          | 223,0 m | 219,0 m | 407,5  |
| 13.  | Simon Ammann         | 234,0 m | 221,0 m | 407,0  |
| 14.  | Yukiya Satō          | 230,5 m | 216,5 m | 400,3  |
| 15.  | Junshirō Kobayashi   | 228,5 m | 211,5 m | 399,4  |

| Rang | Name                  | Weite 1 | Weite 2 | Punkte |
| ---- | --------------------- | ------- | ------- | ------ |
| 16.  | Robert Johansson      | 226,5 m | 211,5 m | 397,4  |
| 17.  | Stefan Kraft          | 224,0 m | 212,5 m | 395,3  |
| 18.  | Michael Hayböck       | 222,5 m | 216,0 m | 384,6  |
| 19.  | Peter Prevc           | 221,5 m | 204,5 m | 381,0  |
| 20.  | Andreas Wellinger     | 220,0 m | 203,0 m | 374,7  |
| 21.  | Daniel Huber          | 219,0 m | 207,0 m | 370,8  |
| 21.  | Daiki Itō             | 213,0 m | 212,0 m | 370,8  |
| 23.  | Philipp Aschenwald    | 221,5 m | 208,0 m | 366,4  |
| 24.  | Richard Freitag       | 211,0 m | 212,0 m | 356,3  |
| 25.  | Antti Aalto           | 206,0 m | 210,5 m | 353,9  |
| 26.  | Killian Peier         | 207,0 m | 200,0 m | 344,4  |
| 27.  | Wladimir Sografski    | 194,5 m | 214,0 m | 329,6  |
| 28.  | Halvor Egner Granerud | 194,5 m | 216,0 m | 327,6  |
| 29.  | Anže Lanišek          | 195,5 m | 201,5 m | 317,8  |
| 30.  | Manuel Fettner        | 186,0 m | 209,0 m | 309,8  |

## Gesamtwertung
| Rang | Name                  | Punkte |
| ---- | --------------------- | ------ |
| 01.  | Ryōyū Kobayashi       | 1601,3 |
| 02.  | Markus Eisenbichler   | 1572,1 |
| 03.  | Timi Zajc             | 1513,5 |
| 04.  | Piotr Żyła            | 1507,4 |
| 05.  | Domen Prevc           | 1499,8 |
| 06.  | Karl Geiger           | 1446,9 |
| 07.  | Dawid Kubacki         | 1446,2 |
| 08.  | Simon Ammann          | 1431,7 |
| 09.  | Johann André Forfang  | 1428,6 |
| 10.  | Jakub Wolny           | 1420,4 |
| 11.  | Kamil Stoch           | 1410,3 |
| 12.  | Stefan Kraft          | 1390,8 |
| 13.  | Junshirō Kobayashi    | 1379,7 |
| 14.  | Michael Hayböck       | 1371,3 |
| 15.  | Anže Semenič          | 1366,2 |
| 16.  | Daniel Huber          | 1359,5 |
| 17.  | Peter Prevc           | 1355,6 |
| 18.  | Richard Freitag       | 1344,1 |
| 19.  | Robert Johansson      | 1333,3 |
| 20.  | Yukiya Satō           | 1306,2 |
| 21.  | Philipp Aschenwald    | 1300,9 |
| 22.  | Jewgeni Klimow        | 1201,1 |
| 23.  | Antti Aalto           | 1071,3 |
| 24.  | Constantin Schmid     | 0946,9 |
| 25.  | Andreas Wellinger     | 0938,0 |
| 26.  | Robin Pedersen        | 0925,9 |
| 27.  | Daiki Itō             | 0911,1 |
| 28.  | Noriaki Kasai         | 0909,1 |
| 29.  | Killian Peier         | 0832,6 |
| 30.  | Halvor Egner Granerud | 0678,0 |
| 31.  | Dominik Peter         | 0634,6 |
| 32.  | Naoki Nakamura        | 0533,4 |
| 33.  | Bor Pavlovčič         | 0533,3 |
| 34.  | Marius Lindvik        | 0521,8 |
| 35.  | Wladimir Sografski    | 0472,9 |

| Rang | Name                  | Punkte |
| ---- | --------------------- | ------ |
| 36.  | Manuel Fettner        | 0466,1 |
| 37.  | Anže Lanišek          | 0464,4 |
| 38.  | Sandro Hauswirth      | 0429,5 |
| 39.  | Jarkko Määttä         | 0428,0 |
| 40.  | Eetu Nousiainen       | 0425,5 |
| 41.  | Andreas Alamommo      | 0365,2 |
| 42.  | Alex Insam            | 0346,5 |
| 43.  | Tilen Bartol          | 0345,5 |
| 44.  | Maciej Kot            | 0342,1 |
| 45.  | Dmitri Wassiljew      | 0336,1 |
| 46.  | Žiga Jelar            | 0331,3 |
| 47.  | Filip Sakala          | 0326,0 |
| 48.  | Jurij Tepeš           | 0323,1 |
| 49.  | Jaka Hvala            | 0321,0 |
| 50.  | Michail Nasarow       | 0318,6 |
| 51.  | Čestmír Kožíšek       | 0284,1 |
| 52.  | Lukáš Hlava           | 0277,5 |
| 53.  | Tomáš Vančura         | 0275,1 |
| 54.  | Maxim Sergejew        | 0223,2 |
| 55.  | Anders Fannemel       | 0166,2 |
| 56.  | Jernej Damjan         | 0165,3 |
| 57.  | Sebastian Colloredo   | 0165,1 |
| 58.  | MacKenzie Boyd-Clowes | 0164,6 |
| 59.  | Stefan Huber          | 0163,6 |
| 60.  | Robert Kranjec        | 0163,4 |
| 61.  | Kevin Bickner         | 0158,3 |
| 62.  | Pius Paschke          | 0152,7 |
| 63.  | Clemens Aigner        | 0146,9 |
| 64.  | Martin Hamann         | 0145,8 |
| 65.  | Matthew Soukup        | 0137,9 |
| 66.  | Stefan Hula           | 0135,0 |
| 67.  | Casey Larson          | 0130,2 |
| 68.  | Martti Nõmme          | 0121,3 |
| 69.  | Sabyrschan Muminow    | 0073,8 |